# Friedrich von Bezold
 Ikke at forveksle med Friedrich Bezold.
Friedrich von Bezold (født 26. december 1848 i München, død 29. april 1928 i Bonn) var en tysk historiker.
Bezold blev i 1884 professor i Erlangen og arbejdede siden 1896 i Bonn. Bezold har især syslet med Tysklands historie i 15. Århundrede og skrev blandt andet: »König Sigmund und die Reichskriege gegen die Hussiten« (1872—77); hans hovedværk er dog en åndfuld »Geschichte der deutschen Reformation« (i Onckens »Allgemeine Geschichte in Einzelndarstellungen«, 1890). Bezold har skrevet det Universitets historie, hvortil han saa længe har været knyttet: »Geschichte der Rheinischen Friedrich-Wilhelms Universitet« (1920). 